# Manuale della perfetta mamma
Manuale della perfetta Mamma fa parte del gruppo di testi dello scrittore italiano Aldo Busi «per una perfetta umanità». È stato pubblicato nel 2000.

## L'opera
Manuale della perfetta Mamma nasce come testo di saggistica, volendo illustrare, attraverso esempi presi da fatti di cronaca tanto reali quanto paradossali, le contraddizioni del rapporto tra madri e figli. L'autore punta a sovvertire le convenzioni riguardo all'"Amore perfetto", definendo i figli come i più "Subdoli e spietati antagonisti" delle madri.
Nell'ultimo capitolo, il più lungo del volume, l'autore indaga sul proprio rapporto con la madre, apparsa più e più volte come personaggio letterario dei suoi romanzi, fornendone un ritratto il più possibile veritiero e privo di infingimenti.

## Struttura
Il libro è suddiviso in trentacinque capitoli, spesso brevi o addirittura brevissimi, nei quali spesso il titolo è una domanda provocatoria a cui l'autore risponde seccamente durante il capitolo (talvolta di lunghezza non superiore alla mezza pagina).